# Pattiom
Pattiom es una ciudad censal situada en el distrito de Kannur en el estado de Kerala (India). Su población es de 20161 habitantes (2011).

## Demografía
Según el censo de 2011 la población de Pattiom era de 20161 habitantes, de los cuales 9205 eran hombres y 10956 eran mujeres. Pattiom tiene una tasa media de alfabetización del 96,74%, superior a la media estatal del 94%: la alfabetización masculina es del 97,98%, y la alfabetización femenina del 95,72%.